# Thính giác
Thính giác là một trong năm giác quan. Đây là khả năng tiếp thu âm thanh bằng cách phát hiện các dao động qua một cơ quan ví dụ như tai. "Khiếm thính" hay "điếc" là khi không có khả năng nghe.
Ở con người và các động vật có xương sống khác, việc nghe được thực hiện chủ yếu bởi hệ thính giác: các dao động được tai phát hiện và chuyển thành các xung thần kinh mà bộ não thu nhận. Cũng như xúc giác, thính giác đòi hỏi sự nhạy cảm đối với chuyển động của các phân tử trong thế giới bên ngoài cơ thể. Cả thính giác và xúc giác đều là các loại cảm giác cơ học (mechanosensation)
Không phải mỗi loài động vật đều nghe được tất cả các loại âm thanh. Mỗi loài có một khoảng nghe được của độ to (cường độ) và độ cao (tần số) của âm thanh. Nhiều động vật sử dụng âm thanh để giao tiếp với nhau, đối với các loài này, thính giác có vai trò đặc biệt quan trọng cho việc sống còn và sinh sản.
Con người có thể nghe được các tần số âm thanh trong khoảng từ 16 Hz đến 20.000 Hz. Âm thanh với tần số cao hơn được gọi là siêu âm, thấp hơn là hạ âm. Một số loài dơi phát sóng siêu âm và nghe phản xạ để xác định địa hình và chướng ngại vật trong khi bay. Chó có thể nghe được siêu âm, đó chính là nguyên tắc hoạt động của còi chó mà con người không nghe thấy tiếng. Rắn nghe được hạ âm bằng bụng. Cá voi, hươu cao cổ và voi giao tiếp bằng sóng hạ âm.

## Thính giác ngoại vi
Hệ thống thính giác ngoại vi chịu trách nhiệm về các quá trình sinh lý của thính giác. Đây là những quy trình cho phép tiếp nhận những âm thanh và chuyển đổi nó thành các xung điện có thể được gửi đến não thông qua các dây thần kinh thính giác.
Thính giác ngoại vi là tai. Tai của con người được chia thành ba phần:
- Tai ngoài, là các kênh năng lượng âm thanh.
- Tai giữa, trong đó chuyển đổi năng lượng âm thanh thành năng lượng cơ học, truyền - và khuếch đại đến tai trong.
- Tai trong, thực hiện công việc chuyển đổi cuối cùng của năng lượng cơ học thành các xung điện.

## Thính giác trung tâm
Hệ thống thính giác trung tâm bao gồm: 30.000 tế bào thần kinh được tạo thành dây thần kinh thính giác và truyền xung điện để não để xử lý, và vùng bộ não dành riêng cho việc xử lý tín hiện. Thông qua các dây thần kinh thính giác, não nhận được thông tin có chứa kiểu mẫu đặc trưng của mỗi âm thanh và so sánh với những khác biệt được lưu trữ trong bộ nhớ (kinh nghiệm quá khứ) để nhận dạng chúng. Mặc dù các thông tin nhận được không tương ứng với các thông tin được lưu trữ trong bộ nhớ, bộ não cũng cố gắng để thích ứng với một mô hình được biết đến với những người xem xét mà bạn mong muốn. Nếu nó không thể tìm thấy một mô hình tương tự như thông tin nhận được, bộ não có hai lựa chọn: nó từ chối hoặc lưu trữ. Nếu lưu trữ, sẽ tạo ra một mô hình mới có thể được so sánh.